# Pawāyan
Pawāyan är en ort i Indien.   Den ligger i distriktet Shāhjahānpur och delstaten Uttar Pradesh, i den norra delen av landet, 290 km öster om huvudstaden New Delhi. Pawāyan ligger 168 meter över havet och antalet invånare är 25 708.
Terrängen runt Pawāyan är mycket platt. Runt Pawāyan är det tätbefolkat, med 442 invånare per kvadratkilometer. Det finns inga andra samhällen i närheten. Trakten runt Pawāyan består till största delen av jordbruksmark.